# Kamikitayama
Kamikitayama (jap. 上北山村 Kamikitayama-mura) – wieś w Japonii, na wyspie Honsiu, w prefekturze Nara. Według danych na rok 2020 miejscowość zamieszkiwało 444 mieszkańców , a gęstość zaludnienia wyniosła 11,4 os./km².